# Mossâmedes
Mossâmedes este un oraș în Goiás (GO), Brazilia.